# Udea monticolens
Udea monticolens is een vlinder uit de familie van de grasmotten (Crambidae), uit de onderfamilie van de Spilomelinae. De wetenschappelijke naam van deze soort is voor het eerst voorgesteld als Locastra monticolens door Arthur Gardiner Butler in een publicatie uit 1882.
De soort komt voor in Hawaï.